# Rial (Formula 1)
Rial je nekdanje nemško moštvo in konstruktor Formule 1, ki je v prvenstvu sodelovalo med sezonama 1988 in 1989. Moštvo je dosegle dve uvrstitvi v točke za četrti mesti, ki sta ju dosegla Andrea de Cesaris na Veliki nagradi vzhodnih ZDA v sezoni 1988 in Christian Danner na Veliki nagradi ZDA v sezoni 1989.

## Popoln pregled rezultatov
(legenda) (odebeljene dirke pomenijo najboljši štartni položaj)
| Leto | Šasija      | Motor       | Gume | Dirkači               | 1    | 2    | 3    | 4    | 5    | 6    | 7    | 8    | 9   | 10  | 11  | 12  | 13  | 14  | 15  | 16  | Toč | Prv |
| ---- | ----------- | ----------- | ---- | --------------------- | ---- | ---- | ---- | ---- | ---- | ---- | ---- | ---- | --- | --- | --- | --- | --- | --- | --- | --- | --- | --- |
| 1988 | Rial ARC-01 | Ford DFZ V8 | G    |                       | BRA  | SMR  | MON  | MEH  | KAN  | VZDA | FRA  | VB   | NEM | MAD | BEL | ITA | POR | ŠPA | JAP | AVS | 3   | 9.  |
| 1988 | Rial ARC-01 | Ford DFZ V8 | G    | Andrea de Cesaris     | Ret  | Ret  | Ret  | Ret  | 9    | 4    | 10   | Ret  | 13  | Ret | Ret | Ret | Ret | Ret | Ret | 8   | 3   | 9.  |
| 1989 | Rial ARC-02 | Ford DFR V8 | G    |                       | BRA  | SMR  | MON  | MEH  | ZDA  | KAN  | FRA  | VB   | NEM | MAD | BEL | ITA | POR | ŠPA | JAP | AVS | 3   | 13. |
| 1989 | Rial ARC-02 | Ford DFR V8 | G    | Christian Danner      | 14   | DNQ  | DNQ  | 12   | 4    | 8    | DNQ  | DNQ  | DNQ | DNQ | DNQ | DNQ | DNQ |     |     |     | 3   | 13. |
| 1989 | Rial ARC-02 | Ford DFR V8 | G    | Volker Weidler        | DNPQ | DNPQ | DNPQ | DNPQ | DNPQ | DNPQ | DNPQ | DNPQ | DSQ | DNQ |     |     |     |     |     |     | 3   | 13. |
| 1989 | Rial ARC-02 | Ford DFR V8 | G    | Pierre-Henri Raphanel |      |      |      |      |      |      |      |      |     |     | DNQ | DNQ | DNQ | DNQ | DNQ | DNQ | 3   | 13. |
| 1989 | Rial ARC-02 | Ford DFR V8 | G    | Gregor Foitek         |      |      |      |      |      |      |      |      |     |     |     |     |     | DNQ |     |     | 3   | 13. |
| 1989 | Rial ARC-02 | Ford DFR V8 | G    | Bertrand Gachot       |      |      |      |      |      |      |      |      |     |     |     |     |     |     | DNQ | DNQ | 3   | 13. |